# Ophrys fusca
Ophrys fusca — рослина з родини зозулинцевих, або орхідних (Orchidaceae). лат. fusca — «темний», посилаючись на його губи.

## Опис
Влітку ці орхідні сплять, а підземна бульба слугує резервом живлення. Наприкінці літа-осені розвивається розетка листя. Крім того, нова бульба починає розвиватися і дозрівати до наступної весни, стара бульба повільно відмирає. Наступної весни квіткове стебло починає розвиватися, а під час цвітіння листя починає слабшати. Квіткове стебло досягає у висоту 40 см. Суцвіття включають в себе від 2 до 8 квітів із зеленуватими чашолистками. Квіти мають велику губу. Губа тричасткова, волохата і має темно-коричневий колір зовнішньої середньої половини з тонким краєм слабо-жовтуватим, внутрішня половина має сіруватий колір з блакитним. Квітне з кінця січня до середини червня.
Більшість орхідей роду Ophrys залежать від симбіотичних грибів, через це вони розвивають тільки пару маленьких почергових листків. Вони не можуть бути пересаджені через цей симбіоз.

## Поширення
Походить із Середземномор'я, поширений від південно-західної Європи та північної Африки до Західної Азії. Росте на луках, в маслинових гаях, чагарниках і лісах на висотах від рівня моря до 1450 м над рівнем моря.

## Галерея

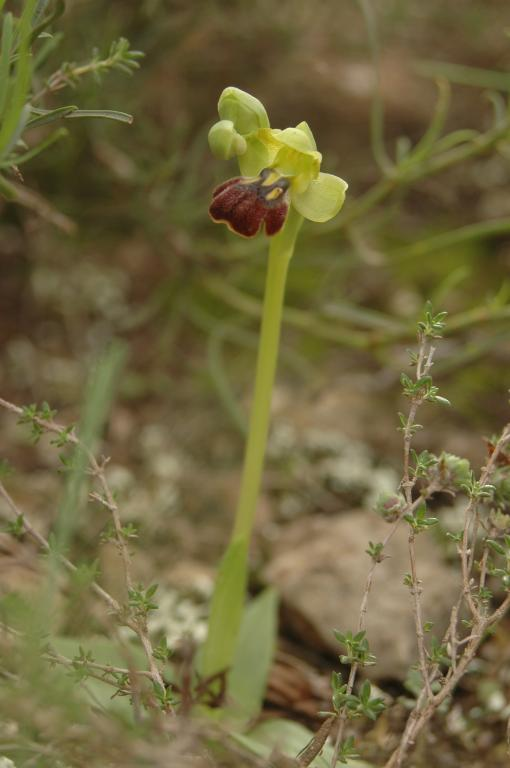
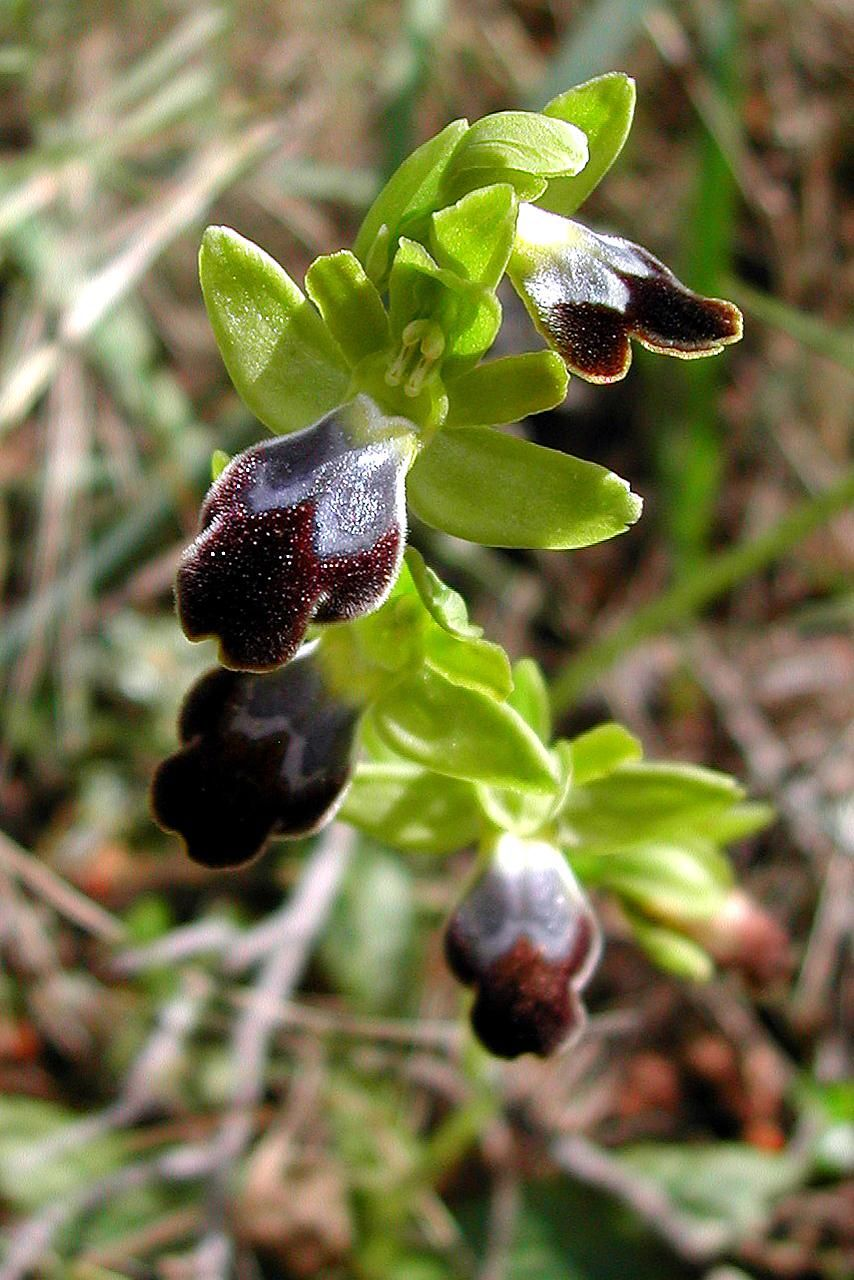
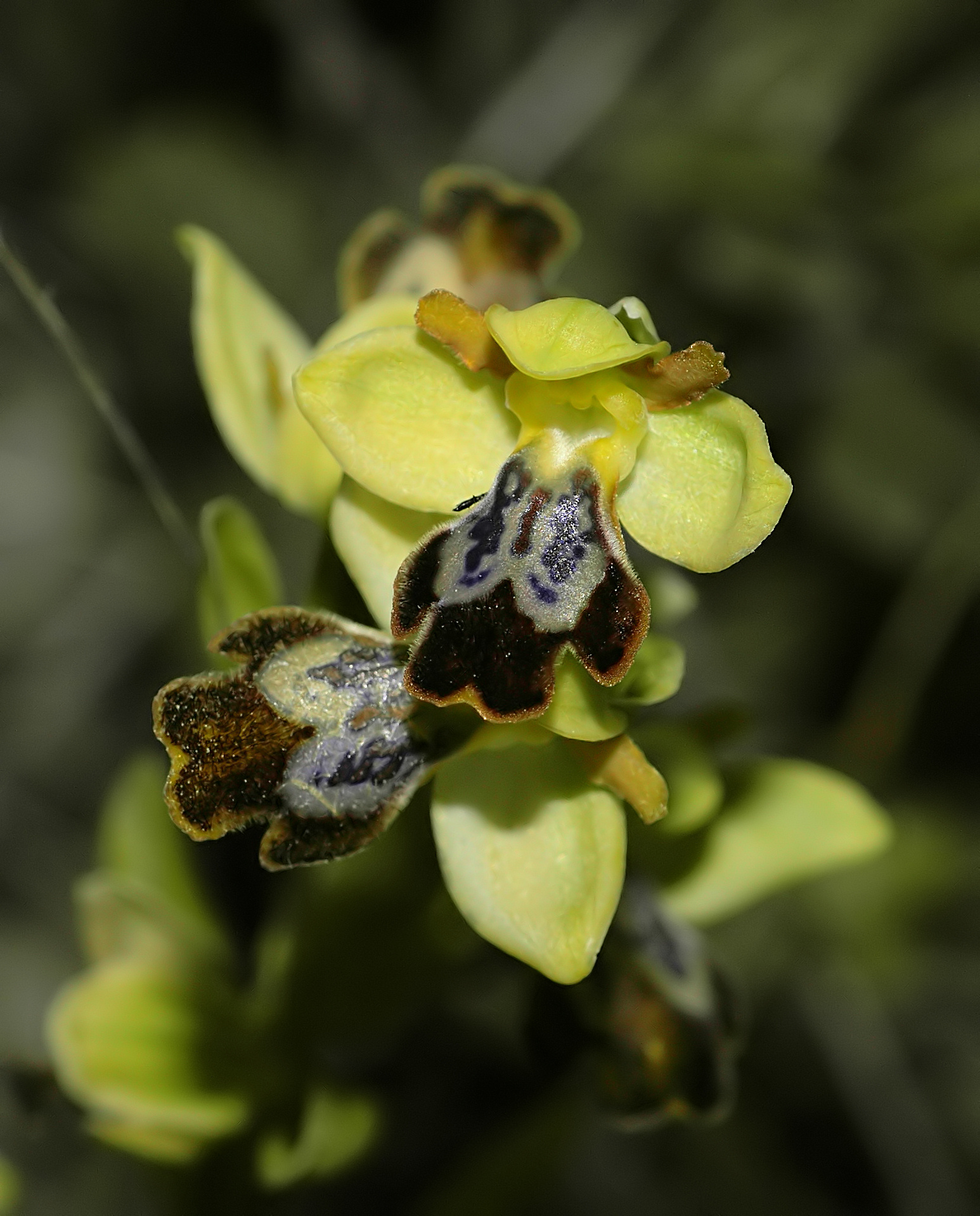
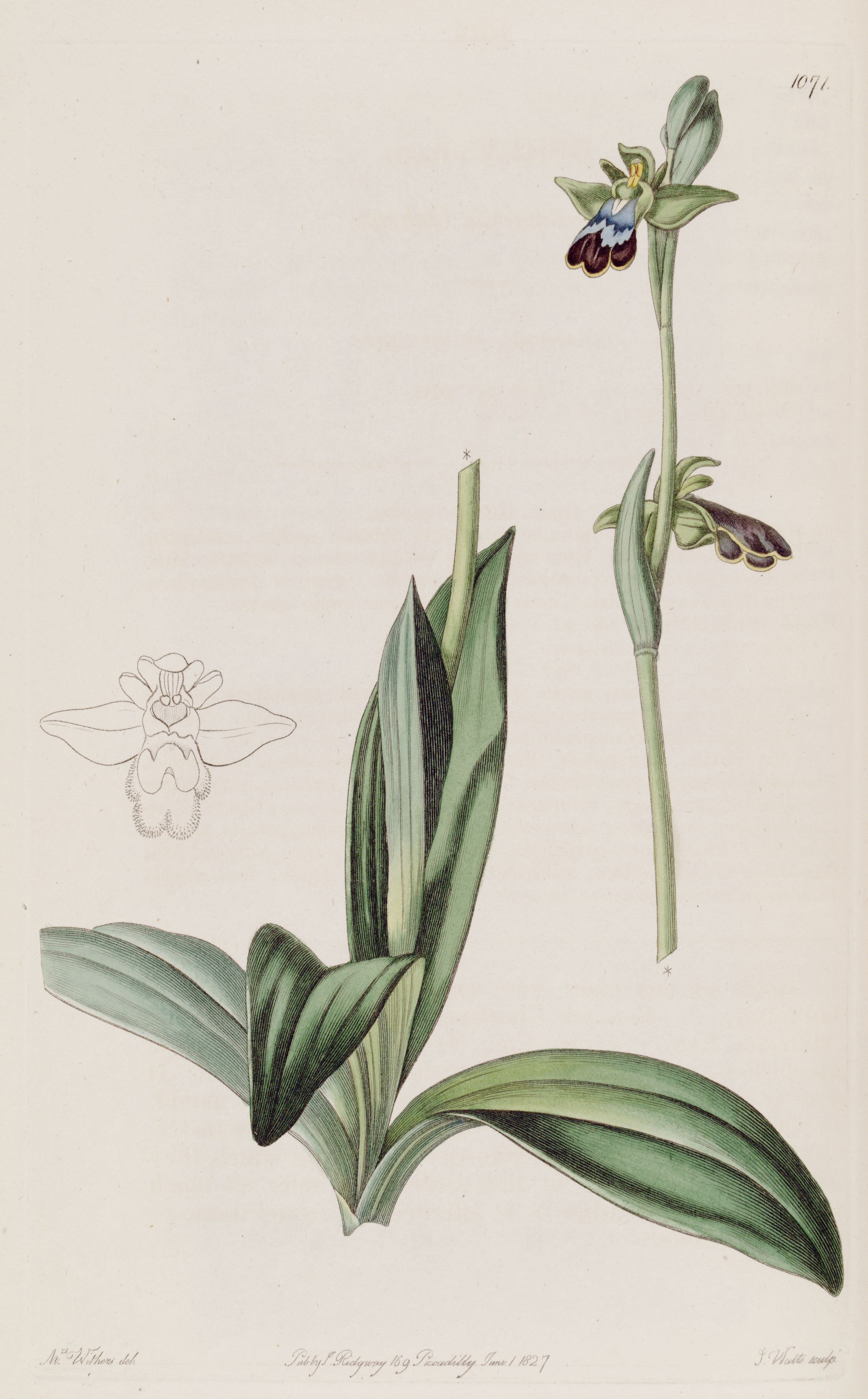
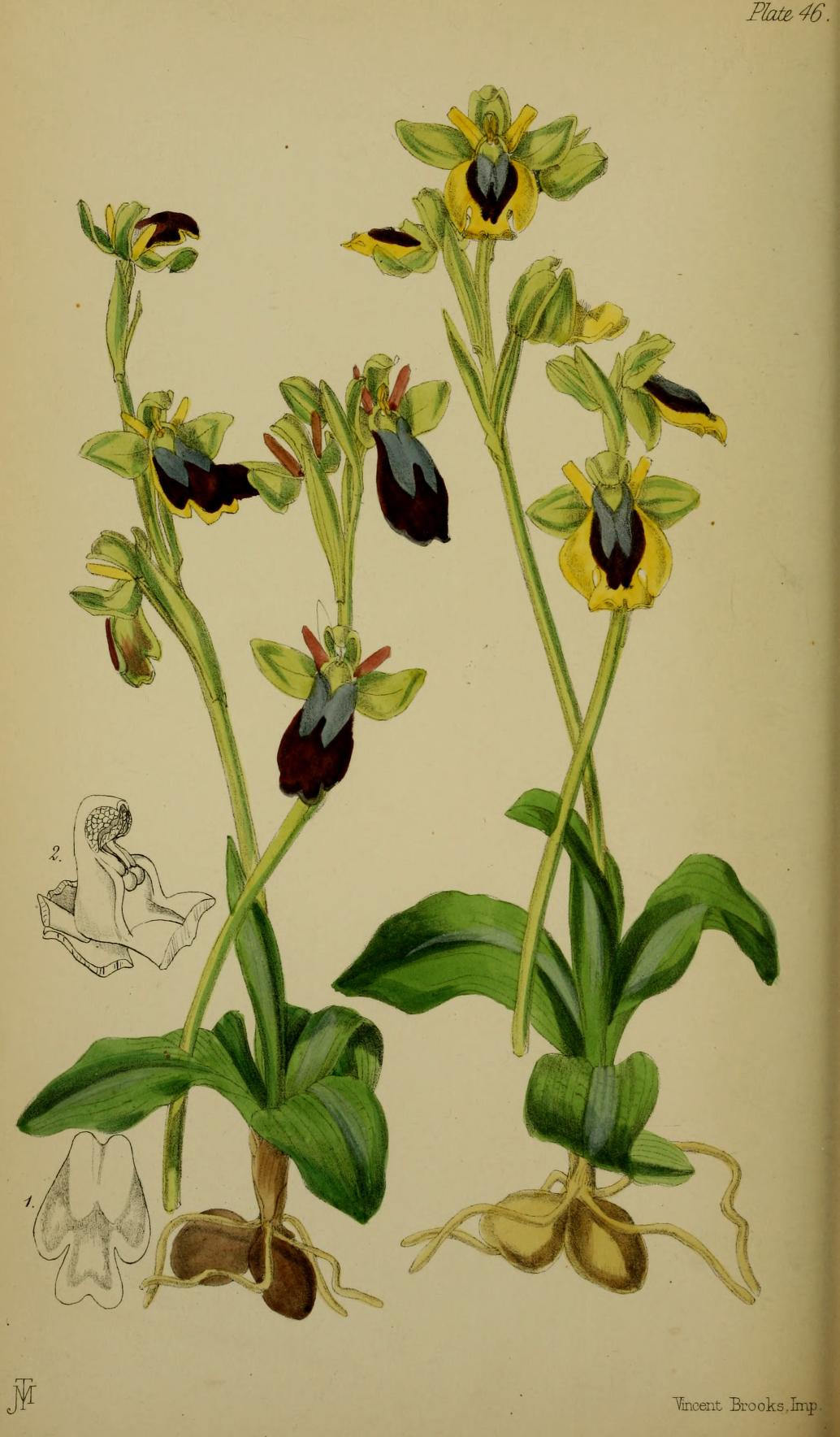